# 긴꼬리사향땃쥐
긴꼬리사향땃쥐(Crocidura dolichura)는 땃쥐과에 속하는 포유류의 일종이다. 부룬디, 카메룬, 중앙아프리카공화국, 콩고, 콩고민주공화국, 가봉 그리고 우간다에서 발견된다.